# ستيفان ميلوسيفيتش
ستيفان ميلوسيفيتش مواليد 3 أكتوبر 1985 في بار، جمهورية يوغوسلافيا الاشتراكية الاتحادية، هو لاعب كرة سلة مونتينيغري. بدأ مسيرته الاحترافية في سنة 2003. يلعب مع نادي أوليمبيا لكرة السلة كلاعب وسط. يحمل الرقم 11.

## المسيرة الاحترافية
لعب مع بودوشنوست من سنة 2003 إلى 2007، ثم لعب مع تريسكيرشن ليونز في موسم 2007–2008، ثم لعب مع ريد ستار في سنة 2008، ثم لعب مع راين ستارز كولن في سنة 2009، ثم لعب مع بارتيزان في سنة 2010، ثم لعب مع جاي دي أيه ديجون في الدوري الفرنسي في سنة 2010، ثم لعب مع نيجني نوفغورود في الدوري الروسي في سنة 2011، ثم لعب مع ليماسول في سنة 2011، ثم لعب مع طرابزون سبور لكرة السلة في الدوري التركي في سنة 2011.

## روابط خارجية
- ستيفان ميلوسيفيتش على موقع كرة السلة الأوروبية.كوم (الإنجليزية)
- ستيفان ميلوسيفيتش على موقع ريلجم (الإنجليزية)
- ستيفان ميلوسيفيتش على موقع بروبوليرز (الإنجليزية)
- ستيفان ميلوسيفيتش على موقع سبورتس رفرنس (الإنجليزية)